# Security.txt
security.txt to proponowany standard dla informacji o zabezpieczeniach stron internetowych, który ma umożliwić badaczom zabezpieczeń na łatwe zgłaszanie luk w zabezpieczeniach.

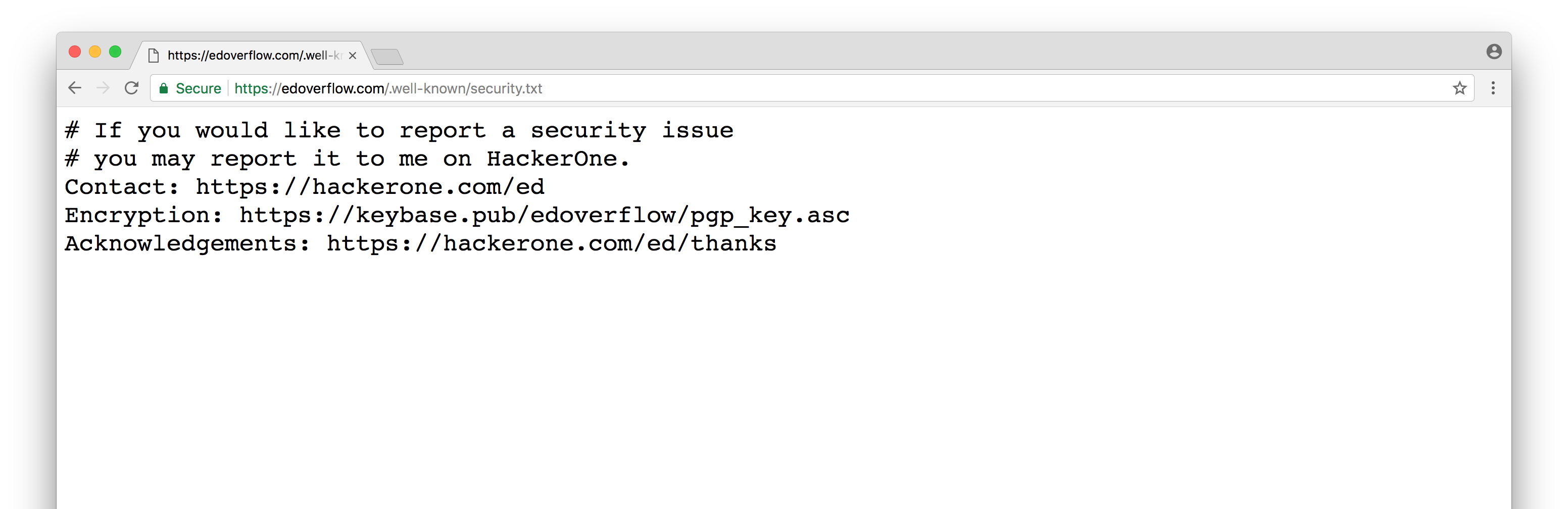
Przykładowy plik security.txt

Standard obejmuje plik tekstowy o nazwie „security.txt” w lokacji /.well-known, podobny w składni do robots.txt, ale przeznaczony do odczytania przez ludzi chcących skontaktować się z właścicielem witryny w sprawie problemów z jej zabezpieczeniami. Pliki security.txt zostały przyjęte już przez Google, GitHub, LinkedIn i Facebook.

## Historia
Projekt Internetowy po raz pierwszy został zgłoszony przez Edwina Foudila 11 września 2017 roku. W tym czasie obejmował cztery dyrektywy: „Contact”, „Encryption”, „Disclosure” i „Acknowledgement”. Foudil oczekiwał dodania kolejnych dyrektyw w oparciu o informacje zwrotne. 
W 2019 r. Agencja ds. Cyberbezpieczeństwa i Bezpieczeństwa Infrastruktury (CISA) opublikowała projekt dyrektywy operacyjnej, która wymagała od wszystkich agencji federalnych opublikowania pliku security.txt w ciągu 180 dni.
Grupa Sterująca Inżynierii Internetu (IESG) wydała ostatnie wezwanie do komentarzy na temat pliku security.txt w grudniu 2019 r., które zakończyło się 6 stycznia 2020 r.